# El trino del diablo

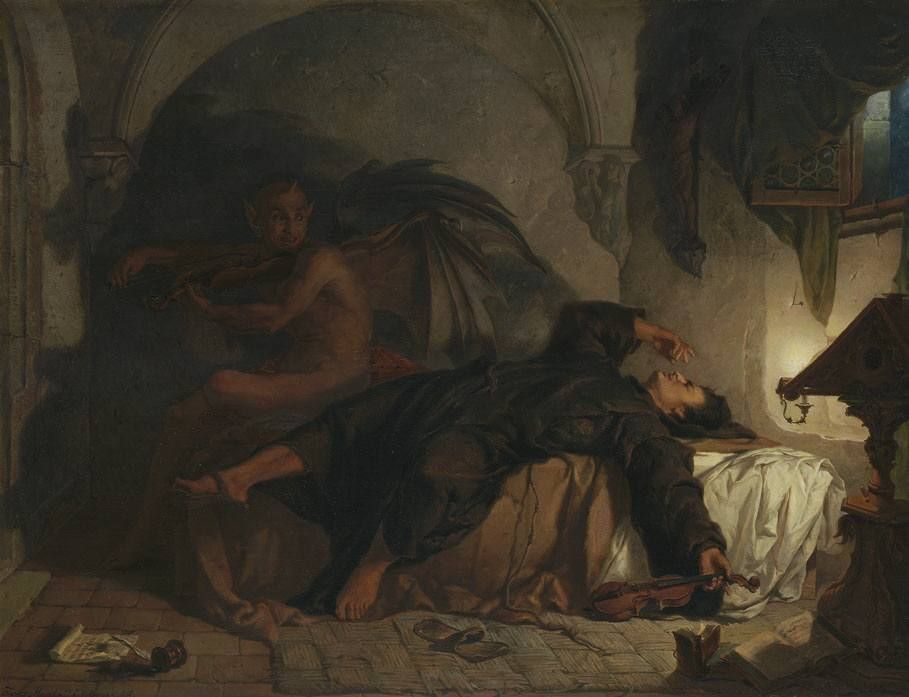
El sueño de Tartini (1868) por James Marshall

La sonata para violín en sol menor, GT 2.g05, más conocida como El trino del diablo, es una sonata para violín (acompañada por un bajo continuo) compuesta por Giuseppe Tartini. Es famosa por el virtuosismo que exige del intérprete.

## Historia

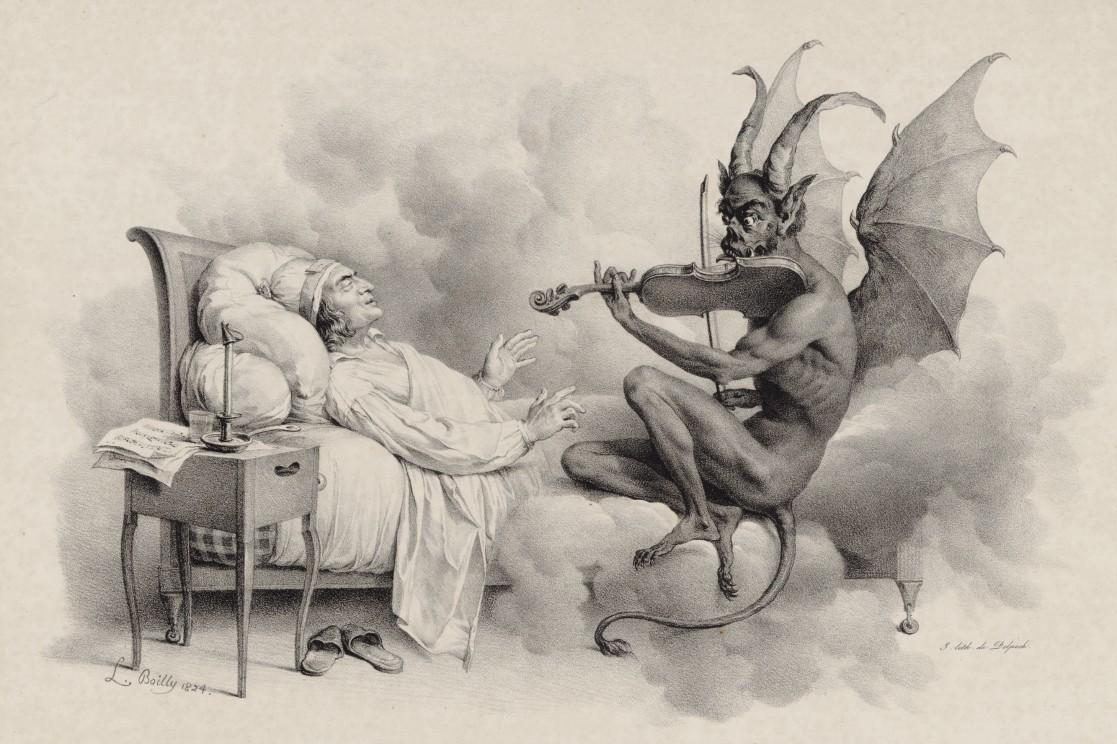
El sueño de Tartini de Louis-Léopold Boilly (1824), en la que ilustra el relato de Tartini.

La historia detrás del Trino del diablo inicia con un sueño. Tartini supuestamente le contó al astrónomo francés Jérôme Lalande que soñó que el diablo se le apareció pidiéndole ser su sirviente, siendo un sueño que tuvo mientras permanecía oculto en el convento, a resguardo del obispo. Tartini, viendo que el diablo era tan bueno en todo, lo desafió a tocar una melodía romántica para él con su violín, creyendo así poder humillar a su sirviente. Entonces Tartini le entregó al diablo su violín para probar sus habilidades; el diablo inmediatamente comenzó a tocar con tanto virtuosismo que Tartini sintió que le quitaron la respiración, hecho que según relata, lo obligó a despertar. La historia completa la cuenta Tartini en el libro de Lalande: Voyage d'un François en Italie (1765 - 66):

Una noche, en el año 1713 soñé que había hecho un pacto con el diablo a cambio de mi alma. Todo salió como yo deseaba: mi nuevo sirviente anticipó todos mis deseos. Entre otras cosas, le di mi violín para ver si podía tocar. ¡Cuán grande fue mi asombro al oír una sonata tan maravillosa y tan hermosa, interpretada con tanto arte e inteligencia, como nunca había pensado ni en mis más intrépidos sueños! Me sentí extasiado, transportado, encantado: mi respiración falló, y desperté. Inmediatamente tomé mi violín con el fin de retener, al menos una parte, la impresión de mi sueño. ¡En vano! La música que yo en ese momento compuse es sin duda la mejor que he escrito, y todavía la llamo el Trino del diablo, pero la diferencia entre ella y aquella que me conmovió es tan grande que habría destruido mi instrumento y habría dicho adiós a la música para siempre si hubiera tenido que vivir sin el goce que me ofrece.
Giuseppe Tartini, en Voyage d'un françois en Italie

## Música
Compuesta en sol menor, con virtuosismo en el arco y bajo continuo (tocado por un clavicémbalo y algunos instrumentos de cuerda, como el violonchelo o la viola da gamba).

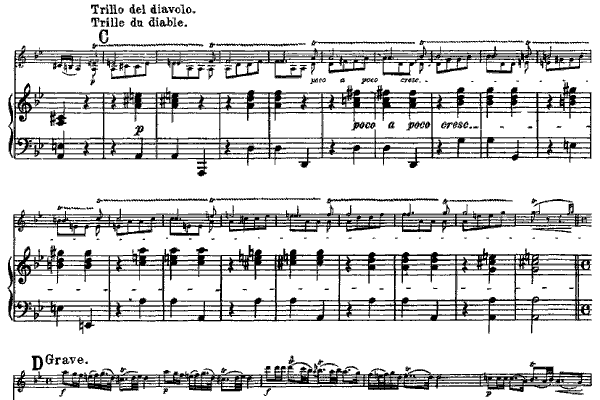
Partitura de El trino de diablo.

- Larghetto affettuoso: movimiento lento con varios cambios de tonos agudos a sobre agudos, con notas dobles en el cuerpo de la composición.
- Allegro moderato: movimiento mucho más rápido (allegro) con una brillantez en el manejo del arco con la misma técnica del primer movimiento.
- Andante: comienza con un tono sostenido dramático y va subiendo las notas, hasta volverlas a bajar y mantener el tono dramático repitiendo esos pasos para romper con el siguiente movimiento
- Allegro assai: comienza con un contrapunteo e inicia con una serie creativa de movimientos y bajar el tono y mantener un ritmo emocionante, y comenzar con el trino de forma espectacular durante el resto de la sonata.

El bajo continuo de una sonata para violín originariamente se realizaba para dos instrumentos: uno que tocaba la línea melódica del bajo (generalmente un violonchelo o una viola da gamba) y otro que realizaba la armonía, rellenando con acordes el espacio entre las dos melodías, la del bajo y la del violín (generalmente un instrumento de teclado como el clavecín o el órgano o, menos frecuentemente, un instrumento de cuerda pulsada, como la tiorba). Actualmente es más frecuente que sea un único instrumento el que acompañe al solista, generalmente un piano.

## Versiones y grabaciones
La versión de Fritz Kreisler es muy popular y su arreglo de la sonata ha tenido mucho éxito entre los violinistas, hasta el punto de ser preferida a la original por grandes intérpretes como Ida Haendel, David Óistraj o Nathan Milstein.
Eduard Melkus grabó fielmente la partitura de Tartini.